# أد برينان
أد برينان (بالإنجليزية: Ad Brennan) هو لاعب كرة قاعدة أمريكي، ولد في 18 يوليو 1887 في لا هارب في الولايات المتحدة، وتوفي في 7 يناير 1962 في كانساس سيتي في الولايات المتحدة.

## وصلات خارجية
- أد برينان على موقعبيزبول رفرنس.كوم (الدوري الرئيسي) (الإنجليزية)
- أد برينان على موقعبيزبول رفرنس.كوم (الدوري الثانوي) (الإنجليزية)
- أد برينان على موقع مشجعي الرسوم البيانية (الإنجليزية)